# Gragnano Trebbiense
Gragnano Trebbiense (emilián nyelven Gragnàn) település Olaszországban, Emilia-Romagna régióban, Piacenza megyében. Lakosainak száma 4572 fő (2023. január 1.). Gragnano Trebbiense Agazzano, Borgonovo Val Tidone, Gazzola, Gossolengo, Rottofreno és Piacenza községekkel határos.

## Népesség
A település lakossága az elmúlt években az alábbi módon változott:
| Lakosok száma | 4591 | 4600 | 4572 |
|               | 2017 | 2018 | 2023 |